# Jason Trevisan
Jason Trevisan (ur. 3 stycznia 1967) – maltański judoka. Dwukrotny olimpijczyk. Zajął 33. miejsce w Seulu 1988 i 22. w
Barcelonie 1992. Walczył w wadze lekkiej.
Startował w Pucharze Świata w 1996, 1997, 1999 i 2001. Srebrny medalista igrzysk małych państw Europy w 1999 roku.

## Letnie Igrzyska Olimpijskie 1988
| Konkurencja | Eliminacje             | Klas. końcowa |
| Konkurencja | Przeciwnik I           | Miejsce       |
| ----------- | ---------------------- | ------------- |
| 71 kg       | Xiong Fengshan (CHN) P | 33.           |

## Letnie Igrzyska Olimpijskie 1992
| Konkurencja | Eliminacje             | Klas. końcowa |
| Konkurencja | Przeciwnik I           | Miejsce       |
| ----------- | ---------------------- | ------------- |
| 71 kg       | Mizjan Dahmani (ALG) P | 22.           |